# Hænsna-Þórir
Hænsna-Þórir (del nórdico antiguo: Thorir el pollero) fue un vikingo y bóndi de Islandia en el siglo X. Es el protagonista de la saga de Hænsna-Þóris, que lleva su nombre.  Se le presenta como un granjero con recursos suficientes para alimentar a su ganado durante un intenso invierno. Otros bóndi le solicitan ayuda para que les proporcione heno, pero él se niega. Blund-Ketill, un bóndi rico, le ofrece pagar el suministro para sus vecinos de su propio bolsillo. Hænsna-Þórir sigue sin embargo negándose pese a varias y generosas ofertas. En su frustración, Blund-Ketill se lleva parte del heno y le deja dinero. Hænsna-Þórir entonces busca apoyos para penalizar a Blund-Ketill y recurre a mentiras, afirmando que le han sustraído todo el heno. No obstante, no consigue aliados porque le descubren.
Finalmente encuentra apoyo en Þorvaldur Oddsson, hijo de Tongu-Odd. Ambos asaltan la hacienda de Blund-Ketill y le queman dentro de su casa (hús-brenna), pese a que Blund-Ketill reitera su disposición de compensarle. Tras el ataque, el encolerizado hijo de Blund-Ketill, Hersteinn, busca apoyo en Þórðr Óleifsson y se enfrentan a los hombres de Tongu-Odd. Se acepta una tregua y se busca una compensación, pero finalmente Hersteinn cumple su venganza, mata y decapita a Hænsna-Þórir. Þorvaldur Oddsson es desterrado durante tres años por el Althing.